# Верхньоокська культура
Верхньоокська культура — археологічна культура залізної доби у верхньому Пооччі до впадіння річки Угра. Була поширена в Орловській та Тульській областях. Існувала в 700—100 роках до Р. Х..

## Дослідження
Виділена наприкінці 1950-х років російським археологом Тетяною Никольською. До неї населення верхнього Пооччя вважали угро-фінським. І. К. Флоров та О. Л. Прошкин вважали верхньокську культуру окським варіантом юхнівської культури.

## Городище Радовище
Характерним городищем було городище Радовище, що існувало у VI сторіччі до Р. Х..
Фортифікаційні споруди складалися з рову, валу і дерев'яного частоколу. Деякі хати представляли собою каркасні конструкції з плетеними й мазаними глиною стінами. Обігрів був від відкритих вогнищ (як у лужицької культури). У центрі городища були вкопані стовпи-боввани.
Існує версія про знищення городища верхньоокців носіями почепської культури.

## Господарство
Серед знахідок виявлені рибальські грузила і ліпна кераміка.
Металеві предмети не виявлені.
Похоронний обряд, як і у інших балтських культур, невідомий
Основну господарства становило рибальство і полювання.

## Гончарство
Тонкостінна ліпна кераміка подібна до кераміки юхнівської культури з меншим орнаментуванням. Така подібність тривалий час давала привід вважати верхньоокські пам'ятки частиною юхнівської культури.

## Доля культури
Верхньоокська культура була споріднена з іншими балтськими культурами, з якими межувала на заході — юхнівською та дніпродвінською.
На півночі у Пооччі після впадіння річки Угра межувала з угро-фінським народом дяківської культури. На сході по вододілу Оки з Доном межувала з угро-фінським народом городецької культури, що просунувся на південь до впадіння до Дону річки Вороніж.
Змінилася мощинською культурою, що ототожнюють з балтським народом голядь.